# Lepturopetium marshallense
Lepturopetium marshallense är en gräsart som beskrevs av Francis Raymond Fosberg och Marie-Hélène Sachet. Lepturopetium marshallense ingår i släktet Lepturopetium och familjen gräs. Inga underarter finns listade i Catalogue of Life.